# Pèlerin de Saint-Jacques-de-Compostelle

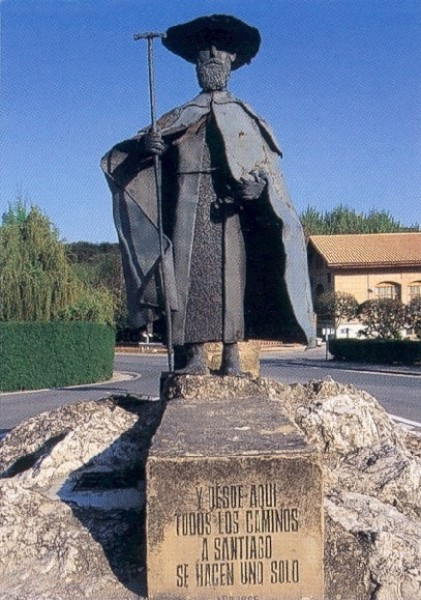
Statue de pèlerin à Puente la Reina.

Les pèlerins de Saint-Jacques-de-Compostelle se sont vu attribuer plusieurs noms selon les époques. Le plus connu est « Jacquet » (étymologiquement « celui qui va à Saint-Jacques »).
Le mot « romieu » désigne le pèlerin se rendant à Rome, autre grand pèlerinage. Le terme est également utilisé pour d'autres pèlerinages et, suivant les époques, est également donné aux pèlerins de Saint-Jacques-de-Compostelle.

## Présentation

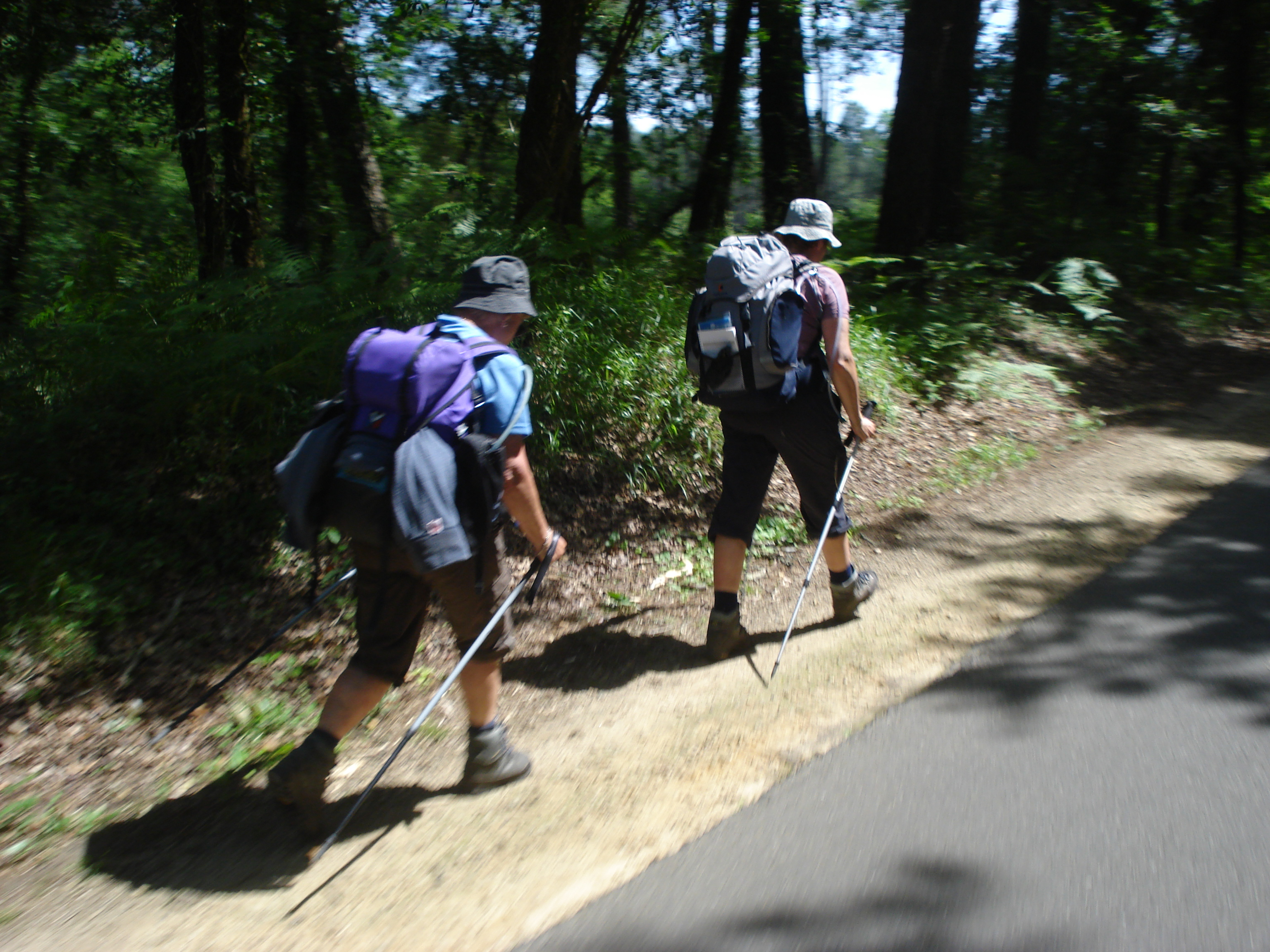
Pèlerins sur la voie limousine près de Bougue dans les Landes.

Des toponymes portent la trace de ce passé, tel que « Pont Romieu » à Conques parmi d'autres ponts le long des chemins. Au fil du temps, et l’imaginaire aidant, ces ponts deviennent « romains ». On trouve également la collégiale Saint-Pierre de La Romieu, lieu d’accueil des pèlerins, et des fontaines, telles que Font Romieu à Saint-Côme-d'Olt. En Espagne, Romieu se transforma en Romero, que l'on retrouve aujourd'hui dans différents noms de lieux.
Les pèlerins empruntent les voies de communication des autres voyageurs (marchands, artisans, clercs, gens d'armes...). Les conditions de leur voyage sont les mêmes que celles de ces autres voyageurs. Ils sont soumis aux mêmes aléas. Selon leurs possibilités financières, ils utilisent les moyens de transport existants (en particulier les fleuves) et les hébergements communs à tous ceux qui se déplacent. Les maisons Dieu accueillent les pauvres, passants et pèlerins, et ceux qui le peuvent logent à l'auberge. L'édition en 1882 du dernier Livre du Codex Calixtinus, manuscrit compilé au XIIe siècle, apporte des informations sur les routes qui vont à Compostelle. Ce Livre fut considéré comme un guide du pèlerin. Sa traduction en 1938 publiée sous ce titre amplifie la confusion. « Aucun manuscrit médiéval comportant exclusivement le dernier livre du livre de saint Jacques ne nous est parvenu et ne permet donc de penser que ce texte a pu être utilisé séparément. Rien ne permet de penser qu'il ait jamais servi de guide à un marcheur et le titre de Guide du pèlerin est abusif ». « Ce titre de Guide du pèlerin, donné en 1938, pour être à la mode de son temps, n'en a pas moins induit en erreur des générations de chercheurs ou de commentateurs. C'est lui qui a conduit le Conseil de l'Europe à déclarer, le 23 octobre 1987, le chemin de Saint-Jacques premier itinéraire culturel européen ».

## Les attributs  du pèlerin

### Besaces et bourdons

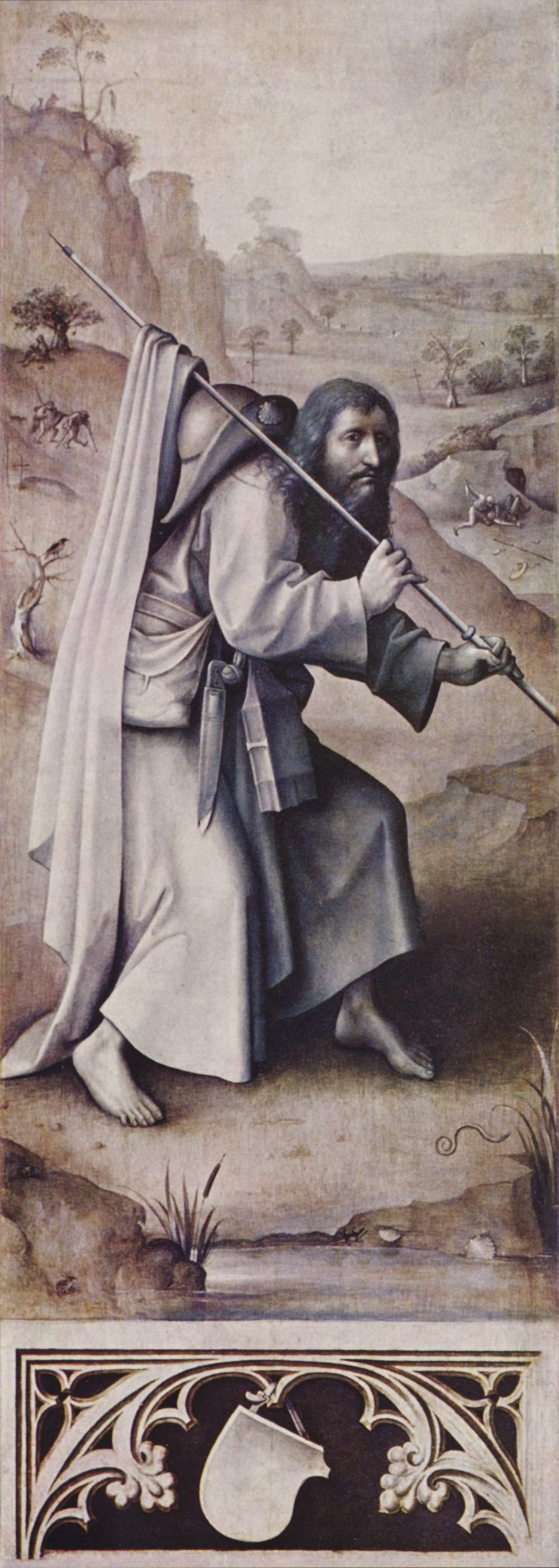
Pèlerin, par Jérôme Bosch, vers 1500.

La besace et le bourdon (en ancien français bordon) constituent, dès le Haut Moyen Âge, les deux attributs caractéristiques du pèlerin, permettant de le reconnaître en tant que tel.
Le bourdon, ou bâton du pèlerin, est à l'origine plus petit que le marcheur, et à un seul pommeau, par la suite il est représenté plus grand que lui, avec deux pommeaux.
Le sermon Veneranda dies, intégré au premier livre du Codex Calixtinus, définit ses deux principales fonctions aider à la marche « comme un troisième pied », et défendre le pèlerin, concrètement, « contre le loup et le chien », mais aussi, à un degré symbolique, contre les pièges du démon, arme du salut par la pénitence, il devient le « bâton d'espérance - ferré de charité - revêtu de constance - d'amour et de chasteté » de la Chanson du Devoir des Pèlerins.
La besace, qui contient la maigre pitance du marcheur, est appelée escharpe en ancien français, par altération du francique Skerpa, sac en bandoulière. Au XVIe siècle, ce terme est remplacé par celui de mallette, jusqu'à ce que le mot panetière s'impose. Le sermon Veneranda dies lui attribue une forte valeur symbolique : elle est étroite car pour subsister, le pèlerin met sa confiance en Dieu et non dans ses propres ressources ; elle est en peau de bête pour lui rappeler qu'il doit mortifier sa chair ; enfin, elle est toujours ouverte, pour donner comme pour recevoir.

### Calebasse
À partir de la fin du Moyen Âge, d'autres accessoires viennent s'ajouter à ces deux attributs.
La calebasse, faite d'une courge séchée et vidée ou d'un récipient évoquant cette forme, contient la boisson du pèlerin. Elle est parfois accrochée au bourdon, à l'aide d'un crochet placé entre les deux pommeaux.

### Boîte à certificats
Un peu plus tard, apparaît la boîte à certificats renfermant les autorisations, sauf-conduits, lettres de recommandation, passeports et autres billets de confession que les pèlerins doivent posséder à partir du XVe siècle.

### Patenôtre et chapelet
Au XVe siècle, se généralise également l'usage de la patenôtre ou chapelet.

### Costume
Quant au costume du pèlerin, il est avant tout fonctionnel. Au Moyen Âge, les saints marcheurs sont généralement représentés vêtus de la cotte, tunique pourvue de manches, toujours longue pour les femmes, mais pouvant s'arrêter aux genoux pour les hommes, et du surcot, vêtement plus ample, en général plus court, d'étoffe plus grossière, sans manches et fendu sur les côtés. Au XVe siècle, la pèlerine, vaste cape enveloppant le marcheur jusqu'aux chevilles, remplace peu à peu le surcot. Le chaperon, capuchon prolongé d'un collet recouvrant les épaules, et un chapeau, d'abord de forme conique, puis à bord rabattu, complètent la tenue. L'emploi du chapeau rond, à large bord rabattu par-devant, se généralise. Le collet du chaperon s'allonge puis devient, au XVIe siècle, une pièce de vêtement autonome, appelée mantelet, couvrant les épaules, il est parfois en cuir et constitue l'élément le plus caractéristique de la tenue du pèlerin.

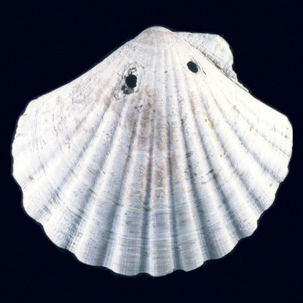
Coquille Saint-Jacques, symbole du pèlerinage.

### Coquille
Objet marquant le pèlerinage accompli, la coquille correspond à des symboles utilisés dès l'Antiquité : talisman, coquille évoquant les eaux où elle se forme, symbole de la fécondité propre à l'eau, symbole d'amour (telle Vénus sortant de sa coquille) et de bonne chance. Selon le Codex Calixtinus, la coquille est associée depuis le XIIe siècle aux « bonnes œuvres » : « les deux valves du coquillage représentent les deux préceptes de l'amour [...], à savoir aimer Dieu plus que tout et aimer son prochain comme soi-même ».
Le pèlerin de Saint-Jacques se distingue, dès la première moitié du XIIe siècle, par la coquille Saint-Jacques. Dans les eaux littorales de la côte galicienne, vivent des mollusques à coquille bivalve, appartenant au genre Pecten. De leur ancienne consécration à Vénus, elles tirent leur nom espagnol de concha venera. Ce sont ces veiras galiciennes, larges coquilles dont la forme rappelle celle de la main, que les jacquets ramassent sur la grève et ont coutume de coudre à leur chapeau, en signe de leur pérégrination, quand vient le moment du retour. L'auteur du sermon Veneranda dies y voit le symbole des bonnes œuvres s'épanchant de la main ouverte.
L'origine de la coquille de Saint-Jacques-de-Compostelle est probablement issue de cette symbolique antique mais renvoie aussi à plusieurs légendes compostellanes : cendres du saint arrivées à Compostelle dans une coquille ; saint Jacques au moment où passait le bateau ramenant sa sépulture de Jérusalem, sauve des flots tumultueux un prince que son cheval emballé y avait précipité. Sur le point de périr, le cavalier invoque l'aide du saint, et bientôt son corps se trouve miraculeusement repêché, tout constellé de coquilles.
C'est aussi la coquille ramenée de Compostelle par un pèlerin italien, qui fait jadis disparaître, aux dires du Liber Sancti Jacobi, par simple attouchement, l'énorme goitre dont est affligé un chevalier d'Apulie. Au XIIIe siècle, les évêques de Compostelle concèdent aux boutiquiers établis sur le parvis de la cathédrale Saint-Jacques l'exclusivité de la vente de reproductions, en plomb ou en étain, des fameux coquillages. Toutefois, le succès de la coquille compostellane fut tel que son usage se généralise, et devient l'insigne commun de tout pèlerin.

### Bourdonnets et azabaches
Entre le XVe siècle et le XVIIIe siècle, les jacquets rapportent également de Compostelle deux autres types d'objets, les bourdonnets et les azabaches.
Petits bâtonnets taillés en forme de bourdon, les bourdonnets, comme les coquilles, sont accrochés au chapeau ou aux vêtements du pèlerin.
Quant aux azabaches, Compostelle s'en fait une spécialité jusqu'au XVIIe siècle. Il s'agit de petits objets de piété (médaillons, statuettes, représentant saint Jacques) taillés dans le jais provenant des mines des Asturies et de Léon. Elles se vendaient place de Azabacheria.

### Les certificats du pèlerin
À partir du XVe siècle, les pèlerins doivent posséder des autorisations, sauf-conduits, lettres de recommandation, passeports et autres billets de confession leur assurant de passer sans trop de difficulté les contrôles policiers ou douaniers des différents pays et régions traversés.
Aujourd'hui, il est recommandé d'avoir des papiers d'identité surtout si l'on n'appartient pas à l'espace Schengen.
Par ailleurs, la tradition se perpétue par l'usage de la crédentiale ou crédenciale, credencial (en espagnol), qui facilitent les hébergements et constituent un souvenir apprécié des pèlerins.

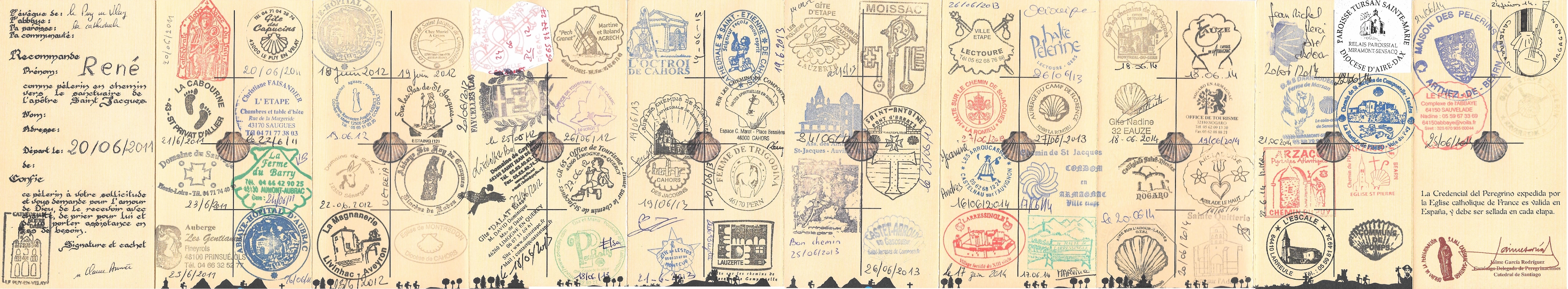
Crédanciale d'un pèlerin du chemin du Puy-en-Velay de 2011 à 2014.

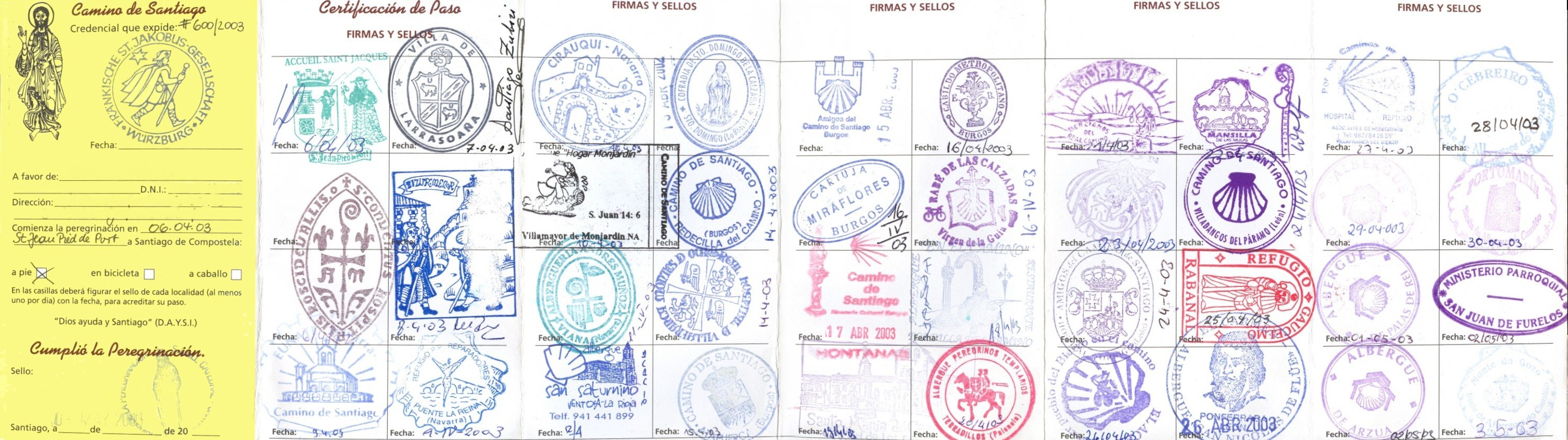
Credencial d'un pèlerin du Camino francés.

## Les pèlerines
D’une façon générale, ni l’Église ni la littérature n’encouragient les femmes à courir les routes, par crainte de débordements contraires à la morale.
Vers 1175, l’évêque de Rennes, Étienne de Fougères, dans son Livre des manières, raconte comment une femme mariée peut facilement rencontrer son amant : elle se déclare malade, se fait conseiller un pèlerinage et obtient le consentement de son mari. Les vingt-deux miracles de saint Jacques repris par le Codex Calixtinus ne mettent en scène que deux mères d’adolescents et une vieille, toutes trois assez âgées pour décourager les séducteurs. Vers 1180, un récit hagiographique présente cependant une jeune fille originaire de Toulouse, délivrée du démon à Oviedo grâce à des séances d’exorcisme pratiquées en présence de reliques de saint Jacques. Le récit se termine ainsi : « Elle partit alors pour Saint-Jacques, Sainte-Marie de Rocamadour et Saint-Thomas de Cantorbery, puis vers Jérusalem et le Saint-Sépulcre ».
La littérature n’est pas plus incitative et détaille les dangers qui guettent les honnêtes femmes. Floire et Blancheflor, vers 1150, est l’histoire d’une jeune noble, veuve et enceinte qui fait vœu d’aller à Compostelle. Malgré la compagnie de son père, elle est capturée par des Sarrasins. Au début du XIIIe siècle, la fille du comte de Pontieu, partie avec son mari demander un enfant à saint Jacques, se fait violer en Galice et se retrouve dans un harem. Au XIVe siècle, le Dit des annelés raconte le pèlerinage d’un jeune chevalier dont l’épouse est séduite sur la route par un chevalier célibataire. Seul Le livre de Ponthus, filz du roy de Galice et de la belle Sydoine fille du roy de Bretaigne s’achève en apothéose sur un pèlerinage « à Saint-Jacques en Galice », mais il s’agit d’un retour au pays. Au XVIIe siècle, un bon moine de Limoges raconte le décès d’une jeune pèlerine dont le mari a poursuivi seul sa route. Au retour, il meurt sur la tombe, la défunte se pousse pour lui faire place dans son cercueil. Au XVIIIe siècle, une pièce allemande, Le Pèlerinage à Compostelle envoie en Galice une jeune fille qui fuit l’amour, en compagnie d’un vieil ermite. Mais le mode est plus léger, bien que tout aussi moral.
De fait, on trouve peu de femmes sur les grandes routes de pèlerinage. En 1272, à Toulouse passent un homme et deux femmes, marchands d’aiguilles se disant « des pèlerins voulant aller à Saint-Jacques », dont on ne sait pas s’ils sont d’honnêtes commerçants ou des hérétiques.
La présence de femmes sur les routes de Compostelle est parfois évoquée dans les statuts de confréries d’anciens pèlerins. Ainsi, à Bagnères-de-Bigorre, en 1325, ou celle du Mans en 1490, admettent les « sœurs qui firent le saint voyage ». La confrérie de Paris prévoit même que si une femme a accompli le pèlerinage en étant enceinte, son enfant sera confrère comme elle. De fait, c’est un état qui ne semble pas effrayer les femmes. En 1384, l’une d’elles accompagne ainsi son mari ménestrel, et marche depuis l’Angleterre jusqu’en Navarre. Une autre Anglaise, Margerie Kempe, semble plutôt partir pour fuir les maternités. Après avoir accouché de quatorze enfants dont un seul survit, et souffert de dépression, elle convainc son mari de faire vœu de chasteté et part pour Rome, Jérusalem et Saint-Jacques.
Hormis une chambrière de l’hôpital Saint-Jacques-aux-pèlerins de Paris qui, à l’âge de quatre-vingts ans, se lance seule sur les routes (elle s’arrête, épuisée, à Oviedo), les autres sont accompagnées de leur mari, telle la femme de Jehan Dynant qui part aussi de Paris, à cheval avec son époux.
Au XVe siècle part de La Rochelle un curieux quatuor, deux hommes dont un boucher accompagnent les épouses de deux bourgeois. En ce même XVe siècle, une autre femme part de La Rochelle, Marie d’Anjou, la mère de Louis XI. Officiellement, elle va s’assurer que le vœu des rois de France d'entretenir les cierges allumés dans la chapelle des rois de France était exécuté. Partie en novembre, elle meurt au retour, près de Parthenay. Trois ans plus tard, en 1466, c’est la tante du roi, Marguerite de Savoie, qui part à Compostelle. Elle est en grand équipage, Louis XI la rencontre et la recommande aux villes placées sur son chemin.
Au temps des guerres de Religion, lorsque passent beaucoup de pèlerins se rendant à Compostelle, un prêtre de Provins voit passer « hommes et femmes ». En 1592, à Chalon-sur-Saône, la confrérie compte cinquante anciens pèlerins dont onze femmes et en 1598 quatre-vingt-quinze dont quatorze femmes.
La réalité autant que la fiction montrant que les femmes furent peu nombreuses sur les routes.

## Les confréries
Au XIIe siècle, de nouveaux acteurs apparaissent dans l'organisation de l'accueil aux pèlerins : les confréries. Créées le plus souvent par d'anciens pèlerins, dans le but d'entretenir la dévotion à saint Jacques, les confréries atteignent rapidement le nombre de deux cents en France. Les plus importantes sont celles de Paris, Lyon, Reims, Bordeaux, Toulouse (deux), Valenciennes, Senlis, Laval, Poitiers, Châlons-sur-Marne.
Les signes de l'activité de ces confréries sont nombreux dans les lieux et sur les objets de culte. Bannière de procession de Senlis, sommet de bourdon de Haux en Gironde, crucifix aux extrémités en coquille de Saint-Geniès-le-Haut[Où ?] dans l’Hérault, fresques, gravures, tableaux ou statues de saint Jacques avec deux ou plusieurs pèlerins, chapelles dédiées à l’apôtre avec la décoration appropriée, ne sont pas les seuls témoins de leur activité ; les livres de confréries, ornés parfois d'aquarelles naïves, comme à Chalon-sur-Saône, Bordeaux, Aix-en-Provence.
Ces signes démontrent que, si le courant se ralentit, le pèlerinage de saint Jacques survit aux guerres de religion. Des confréries pèlerines fortes d'une quarantaine de membres distinguent encore au XVIIIe siècle les simples dévots de ceux qui ont accompli le pèlerinage et qui le prouvent en présentant leur compostelle (certificat d'avoir accompli à Saint-Jacques leurs devoirs religieux). Leur nombre varie d'une demi-douzaine à une dizaine par an dans les meilleurs cas.
Les livres de confréries manuscrits sont les premiers à fournir aux futurs pèlerins des itinéraires détaillés (Senlis, Rouen, Angers). Ils font connaître aussi ces « chansons de pèlerins » , comme la Grande Chanson de Paris ou la chanson des pèlerins d'Aurillac, qui sont des petits itinéraires mnémotechniques plus ou moins détaillés.
D'autres activités voient le jour comme des messes votives, des offices ou des « jeux ». En effet, les confrères jouent en public des scènes de la vie de saint Jacques ou ses miracles, surtout celui du miracle du pendu-dépendu. Ils ne dédaignent pas les banquets mais vont en procession jusque devant le roi (Louis XVI), au-devant des pèlerins de plus ou moins haut rang dont le retour est annoncé (celle de Paris, pour le duc Charles de Valois au XVIe siècle), souvent pour honorer la sépulture d'un des leurs, mais surtout bien sûr, pour la fête de leur saint patron, le 25 juillet.

## Les chansons de pèlerins[10]

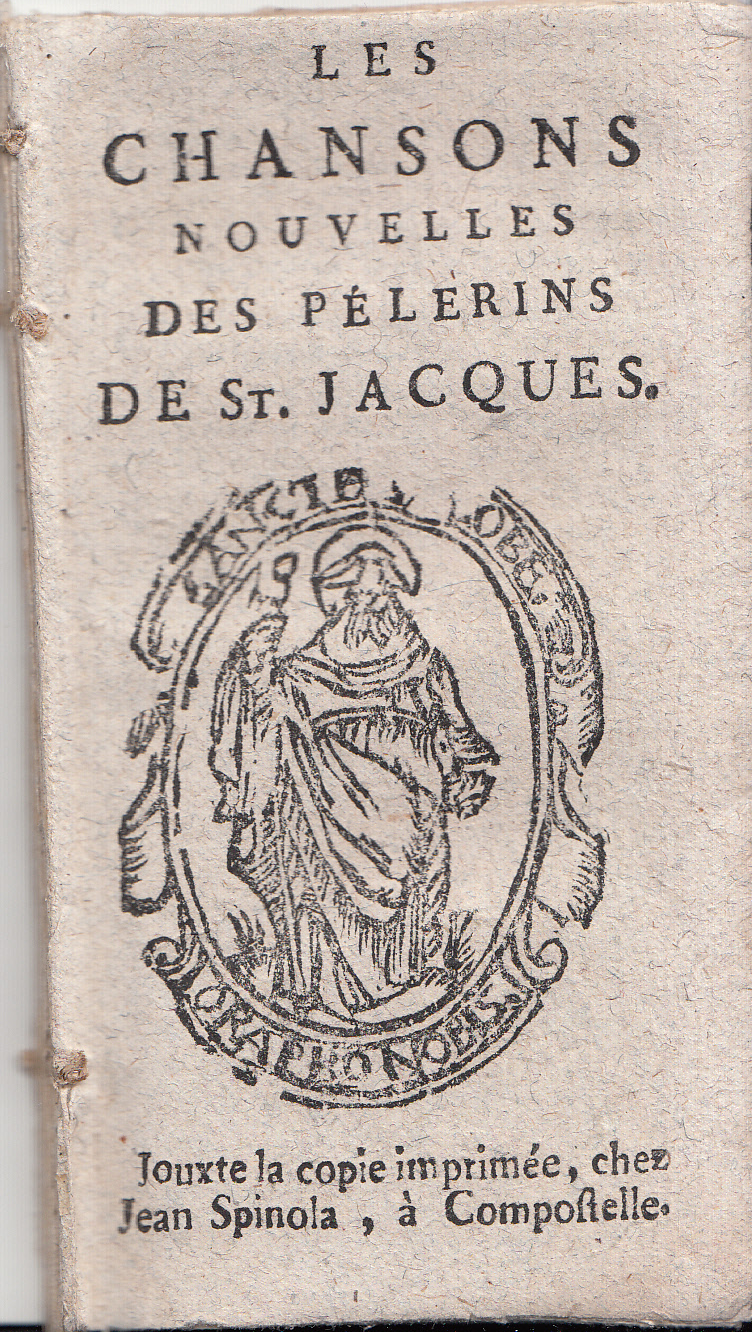
"Chansons nouvelles des pèlerins de St Jacques". Recueil de chansons imprimé à Compostelle, XVIIIe siècle.

Le Codex Calixtinus ne mentionne rien du répertoire des pèlerins eux-mêmes, si ce n’est leur devise : « E Ultreya, e suseya, Deus aia nos » (Plus oultre !).
Parmi les 430 pièces des Càntigas de Santa Maria réunies à la fin du XIIIe siècle à la cour du roi Alphonse le Sage, deux racontent des légendes du pèlerinage, dont celle du miracle du pendu-dépendu. Quatre autres mettent en concurrence le sanctuaire compostellan avec celui, marial, de Villalcázar de Sirga.
Le Livre vermeil de Montserrat rédigé au XIVe siècle, témoigne de ce qu'est l’expression musicale des pèlerins dans le sanctuaire catalan, rythmes propres à la marche et à la danse, formes strophiques adaptées aux processions, pièces en canon faciles à chanter à plusieurs.
C’est surtout à partir du début du XVIIe siècle que l’on commence à trouver des chants jacquets. Ils adoptent souvent une forme strophique, pour narrer les différentes étapes et péripéties de leur voyage : Pour avoir mon Dieu propice, La Grande Chanson, etc. Certaines de ces chansons subsistent jusqu’au XIXe siècle.
L'itinéraire de ces chansons se retrouve dans : Guide qu'il faut tenir pour aller au voyage Saint-Jacques en Galice, édité par la confrérie de Senlis en 1690 et Chemin de Monsieur sainct Jacques en Galice, imprimé à Paris en 1621 par Jean Le Clerc à la Salamandre royale. Il existe cinq versions de la Grande chanson dont une comparaison est faite par Denise Péricard-Méa.
Les « placards »
Au XVIIIe siècle, les pèlerins achètent des feuilles imprimées ou placards, portant une image de saint Jacques bénissant des jacquets, avec le texte d’une chanson de route.
Pour avoir mon Dieu propice, chant du XVIIe siècle, première strophe :
 Pour avoir mon Dieu propice

 Fis vœu d’aller en Galice,

 Voir le saint Jacques le Grand

 J’entreprins cest exercice

 Non pas comme un fainéant.

## Les coquillards

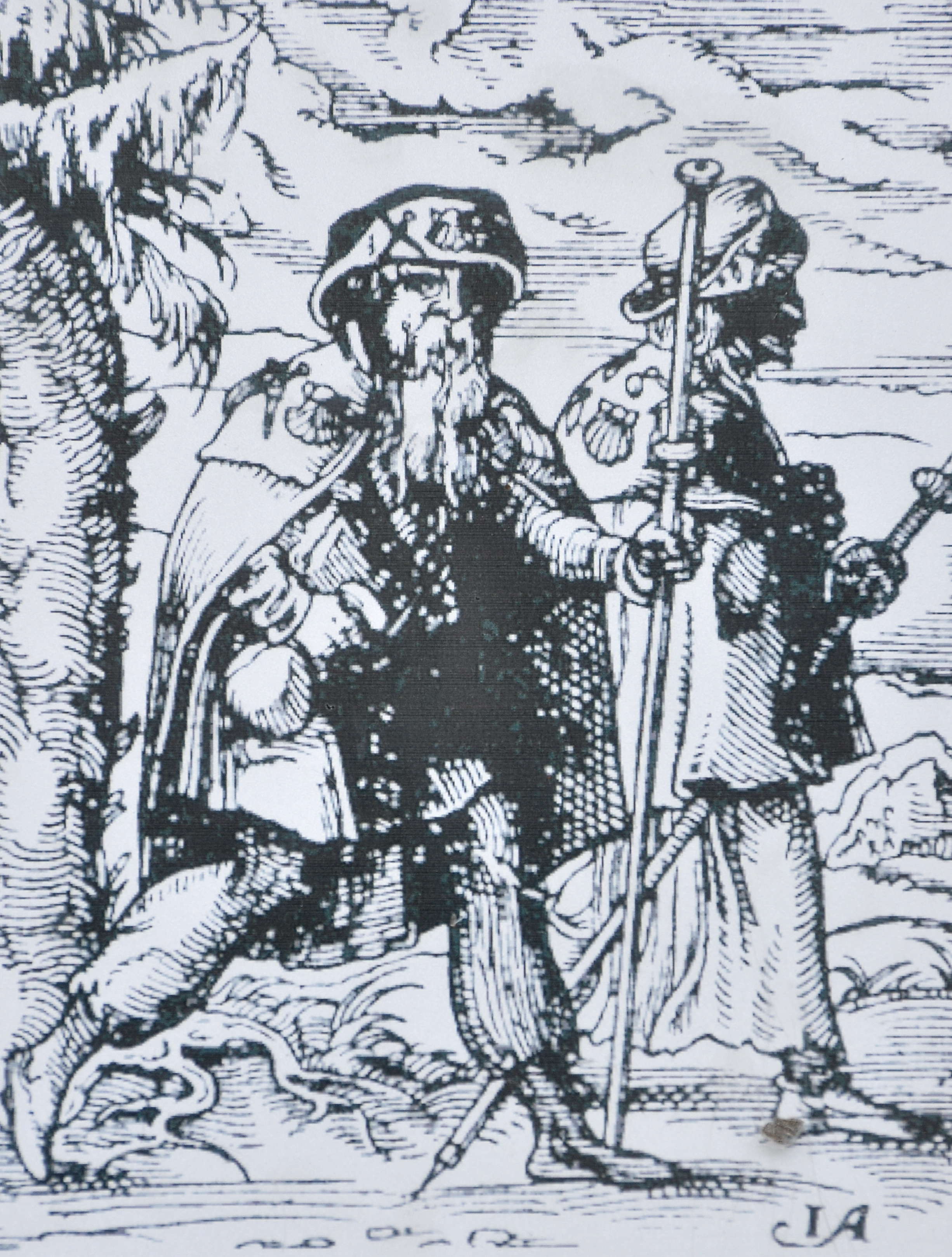
Pèlerin au XVIe siècle.

Au cours des siècles, avec le développement du commerce, la foi qui anime les jacquets s’émousse. Des perspectives de lucre ou de brigandage rassemblent des faux pèlerins. Sous l'habit du pèlerin se cachent ainsi bon nombre de vagabonds, de criminels recherchés, filous de toutes sortes, dont la coquille portée au collet était l'emblème. Le mot « coquillard » devient synonyme de brigand.
Vers 1629, Ollivier Chereau décrit la catégorie des coquillards parmi celles des mendiants membres de la corporation qu'il appelle « Argot ». Il est repris par l'historiographe Henri Sauval (fin XVIIe siècle) dont s'inspire Victor Hugo pour son roman Notre-Dame de Paris.
Des membres d'une bande de la Coquille, également appelés « coquillards », sont jugés en 1455 à Dijon, mais les pièces du procès ne font aucun lien avec des pèlerins de Saint-Jacques de Compostelle. Le poète François Villon (vers 1431-après 1463) entretient peut-être des rapports avec cette bande de coquillards. On ignore s’il en fait partie, mais on trouve des termes du jargon de la Coquille, dont le mot « coquillard », dans des ballades en jargon qui lui sont attribuées (six dans la première édition imprimée de ses œuvres par Levet en 1489 ; cinq anonymes regroupées dans un recueil de différents poètes, parmi lesquels Villon, le manuscrit de la fin du XVe siècle se trouvant à la bibliothèque de Stockholm). Mais ces onze compositions en jargon n'ont absolument pas les qualités métriques des autres ballades du poète.
En Espagne, la confusion se fait rapidement entre détrousseur, mendiant et Français. Les surnoms péjoratifs de franchotes ou franchutes désignent soit un chemineau, soit un pèlerin, quelle que soit son origine. Les galloferos, gueux, oiseux et fainéants qui se pressent aux portes des couvents à l'heure de la soupe populaire, s'appellent ainsi parce qu'ils sont pour la plupart des Français, Gallos, Gallus, en route vers Saint-Jacques.

## Anecdote
Le témoignage de l'émir Ali ben Yoûsouf (1106-1142) venu rencontrer, à Compostelle, la reine Doña Urraca, donne une idée de l'importance du flux des pèlerins qui se rendent auprès du tombeau de l'apôtre. Impressionné des cohortes de jacquets sur les chemins de Compostelle, l'émir demande au guide qui l'accompagne : « Qui est ce personnage si grand, si illustre, pour que les chrétiens aillent vers lui afin de prier depuis les Pyrénées et de plus loin encore ? La multitude de ceux qui vont et viennent est si grande que c'est à peine si elle laisse libre un passage sur la chaussée en direction de l'Occident. »